# Orchis palanchonii
Orchis palanchonii là một loài thực vật có hoa trong họ Lan. Loài này được G.Foelsche & W.Foelsche mô tả khoa học đầu tiên năm 2005.